# Élő Nyelvek Szemináriuma
Az Élő Nyelvek Szemináriuma (Living Languages Seminar) nyelviskolát 1948/49-ben alapították.
Ez Magyarország legrégebben működő nyelviskolája. A nyelviskola a második világháború után nyitotta meg a kapuit, és hosszú ideig csak itt lehetett angol, német, francia, olasz és spanyol nyelven tanulni. 2024-ben van az intézmény a 75. évfordulója. Sok olyan gyakorlatot vezetett be, amelyek ma is nyomon követhetők a magyar nyelviskolai iparágban. 2023-ban harmadik generációs vezetése van: Biró Lajos Pál 1949-től, Biró Pál Győző 1985-től, Biró Alexandra Katalin 2019-től. Létrejöttekor az élő nyelvek meghatározás volt népszerű Európa-szerte, majd ezt követték a nyelvstúdió, a nyelvi központ megnevezések. Az élő nyelvek meghatározás azt jelentette akkor, hogy a nyelviskola a tanfolyamain az élő nyelvvel és az élet helyzeteiben, szituációiban, a társadalmi formális és informális helyzetekben való igényes nyelvtudás és megfelelés képzésével foglalkozik, és így kívánt elkülönülni a korra jellemző grammatizáló módszertől.
A nyelviskola működési formáját tanári munkaközösségnek nevezték el az alapítók. Ez idő tájt jöttek létre az ügyvédi munkaközösségek, hogy felügyelhetők legyenek a háború után létrejött politikai környezetben. Innen jött az ötlet, és ezzel 1963-ig boldogult is az Élő Nyelvek Szemináriuma, amikor is a Népi Ellenőrzési Bizottság megállapította, hogy az egész munkaközösség megítélésük szerint egy magánvállalkozás, és per lett belőle, amelyen a Művelődésügyi Minisztériumából is megjelentek és felszólaltak a kialakult iparág mellett. Így született meg 1964-ben a tanári munkaközösségekre vonatkozó törvény. További részletek, a magyarországi nyelviskolai piac alakulásáról 

### A sajtóban
- Köznevelés, 1970 (26. évfolyam, 1-24. szám)
- Köznevelés, 1976 (32. évfolyam, 1-45. szám)
- Köznevelés, 1981 (37. évfolyam, 1-43. szám)
- Korunk 2003 (III. folyam 14.)
- A MTA NYELVTUDOMÁNYI INTÉZETÉNEK KÖZLEMÉNYEI - A Magyarországi nyelvtudomány bibliográfiája 1962 (1965)
- Külgazdaság, 2006 (50. évfolyam, 1-12. szám)
- Pesti Műsor, 1999. január (54. évfolyam, 1-4. szám)
- Pedagógiai Szemle, 1985. július-december (35. évfolyam, 7-12. szám)
- Kritika 16. (1987)
- Oktatási Közlöny, 2001. szeptember-december (45. évfolyam, 24-35. szám)
- Esti Hirlap, 1956. december (1. évfolyam, 1-5. szám)
- https://www.elonyelvek.hu/nyelviskola-bemutato/levelek-emlekek-nyelvtanuloinktol
- Népszabadság 1970-06-21
- Népszabadság, 1970. június (28. évfolyam, 127-151. szám)
- Heti Válasz, 2009. október-december (9. évfolyam, 40-52. szám)
- Köznevelés, 1995 (51. évfolyam, 1-41. szám)

https://adt.arcanum.com/hu/search/results/?list=eyJxdWVyeSI6ICJcIlx1MDBjOWxcdTAxNTEgTnllbHZlayBTemVtaW5cdTAwZTFyaXVtYVwiIn0
https://www.elonyelvek.hu/wp-content/uploads/Muvelodesugyi-Kozlony-1963.pdf

### Pitman-vizsga bevezetése
- Magyar Nemzet, 1991. szeptember (54. évfolyam, 205-229. szám)
- 168 óra, 1992. július-december (4. évfolyam, 27-52. szám)

### Országos nyelvi versenyek
- Magyar Nemzet, 1996. június (59. évfolyam, 127-151. szám)
- Magyar Nemzet, 1998. március (61. évfolyam, 51-76. szám)
- Magyar Nemzet, 1998. április (61. évfolyam, 77-101. szám)
- Pesti Műsor, 1997. január (46. évfolyam, 2-5. szám)
- Pesti Műsor, 1997. február (46. évfolyam, 6-9. szám)
- Figyelő, 1998. január-március (42. évfolyam, 1-13. szám)
- Szabad Föld, 1997. január-június (53. évfolyam, 1-25. szám)
- Világgazdaság, 1997. február (29. évfolyam, 23/7033-42/7052. szám)
- Világgazdaság, 1998. március (30. évfolyam, 41/7301-62/7322. szám)
- Magyar Nemzet, 1997. április (60. évfolyam, 75-100. szám)